# 刺茉莉科
刺茉莉科共有3属12种，分布在热带非洲、亚洲和马达加斯加岛，中国只有1种——刺茉莉 （Azima sarmentosa (Bl.) Benth. et Hook. f.） 生长在海南。
本科植物为乔木或灌木，有腋生的刺或无刺；单叶对生，有退化的托叶；花小，两性，辐射对称，花瓣4－5，；果实为核果或浆果。

## 属
- 刺茉莉属 Azima
- Dobera
- Salvadora

## 描述
1981年的克朗奎斯特分类法将其列在卫矛目，1998年根据基因亲缘关系分类的APG 分类法认为应该放在十字花目中，2003年经过修订的APG II 分类法维持原分类。